# Marián Aguilera
Marián Aguilera (Barcelona, 1977. március 12. –) spanyol színésznő.

## Élete és pályafutása
María Ángeles Aguilera Pérez néven született. Már fiatal kora óta szerepelt sorozatokban, filmekben. Szélesebb körben ismertté akkor vált, amikor a barcelonai olimpiai lángot vitte.

## Szerepei
- El último fin de semana (2011)
- Lo más importante de la vida es no haber muerto - Helena (2010)
- Balfék körzet - Silvia Castro (2005-2010)
- Lex - Silvia Castro (2008)
- Egy kocka csokoládé - Rosa (2007)
- Marqués Mendigo - Eugenia (2007)
- El prado de las estrellas - Luisa (2007)
- Válido para un baile (2006)
- Otra vida - Ella (2005)
- El inquilino - Mar (2004)
- Ásó, kapa, hüpe - Leni Dali (2004)
- Tánger - Marisa (2004)
- Las huellas que devuelve el mar - Sara (2004)
- Código fuego - Sandra (2003)
- Ördögi színjáték - A pap, a várúr és a boszorkány - Nicholas szeretője (2003)
- No debes estar aquí - Sonia (2002)
- Esencia de poder - Alicia Galván (2001)
- Tuno negro (2001)
- Paraíso - Begoña (2001)
- A szerencsefia - Cleusa (2001)
- Al salir de clase - Miriam (997-2001)
- Laberint d'ombres - Rita (1999-2000)
- Mucha mierda (2000)
- La ciudad de los prodigios - Margarita Figa (1999)
- Todos los hombres sois iguales (1998)
- Il figlio di Sandokan (1998)
- Tic Tac - Moon (1997)
- Quin curs el meu tercer! - Mònica (1994)
- A hosszú tél (1992)
- Crònica negra (1989)